# Agyrta bifasciata
Agyrta bifasciata là một loài bướm đêm thuộc phân họ Arctiinae, họ Erebidae.